# Claude Larue
Claude Larue (19 de noviembre de 1925 – 29 de agosto de 1984) fue una actriz teatral y cinematográfica de nacionalidad francesa.
Nacida en Burdeos, Francia, en el seno de una familia propietaria de una casa de moda, la casa Larue, ella estuvo casada con el dramaturgo Claude Magnier (1920-1983).
Larue falleció en Saint-Tropez, Francia, en 1984.

## Teatro
- 1949 : Sincèrement, de Michel Duran, escenografía de Alice Cocéa, Théâtre  des  Capucines
- 1951 : Una cigüeña bromista, de André Roussin, escenografía de Louis Ducreux, Théâtre de l'Île-de-France y Théâtre des Nouveautés
- 1956 : Monsieur Masure, de Claude Magnier, escenografía de Claude Barma, Comédie-Wagram
- 1970 : Au théâtre ce soir : La Brune que voilà, de Robert Lamoureux, escenografía de Robert Thomas, dirección de Pierre Sabbagh, Théâtre Marigny

## Filmografía
- 1947 : L'Arche de Noé, de Henri Jacques
- 1947 : L'Amour autour de la maison, de Pierre de Hérain
- 1948 : Sleeping Car to Trieste, de John Paddy Carstairs
- 1951 : Ménage moderne, de Jean Régnier
- 1951 : Dupont Barbès, de Henri Lepage, con Jane Marken
- 1953 : Rue de l'Estrapade, de Jacques Becker
- 1953 : Rires de Paris, de Henri Lepage
- 1957 : Le colonel est de la revue, de Maurice Labro